# Ким Джису
Ким Джису́ (кор. 김지수?, 金智秀?; род. 3 января 1995, Кунпхо, Кёнгидо), более известная мононимно как Джису́, — южнокорейская певица, актриса и модель. Является участницей гёрл-группы Blackpink, основанной YG Entertainment, в которой занимает позиции ведущей вокалистки и лица группы. Старшая участница группы.
Джису присоединилась к агентству в 2011 году и в течение 5 лет находилась на должности стажёра (трейни), за это время поучаствовав в съёмках нескольких рекламных роликов и музыкальных клипов и дебютировала в качестве актрисы, получив второстепенную роль в телесериале «Продюсер». После дебюта группа стала глобальным явлением в мире музыки, приковав к себе внимание многих поклонников как в Корее, так и далеко за её пределами, а также покорив мировой рынок и чарты многих стран, включая США. В конце 2021 года, Джису получила свою первую главную роль — в телесериале «Подснежник», за которую получила две номинации на Blue Dragon Series Awards и награду «Выдающаяся корейская актриса» на Seoul International Drama Awards. 31 марта 2023 года у неё вышел сольный сингл-альбом, получивший название Me.
После разрыва контракта с YG Entertainment на сольную карьеру она продолжила актёрскую карьеру, снявшись в главных ролях в фильме «Пророк» и дораме «Ньютопия». 14 февраля 2025 года состоялся выход её дебютного мини-альбома Amortage.
В корейской индустрии развлечений Джису часто называют иконой элегантности, красоты и стиля.

## Биография

### Ранние годы
Ким Джису родилась 3 января 1995 года в городе Кунпхо, расположенном в провинции Кёнгидо, Республика Корея. У неё есть старшие брат и сестра. По мнению значительного количества источников, семья Джису достаточно хорошо обеспеченная, хотя сама она об этом не распространялась. В детстве Джису любила играть в баскетбол и занималась тхэквондо. Первоначально девочка обучалась в Сеульской школе исполнительских искусств. В её семье очень любят музыку, в связи с чем с раннего детства Джису часто пела и выступала перед людьми на домашних праздниках. Похвальбы, которые девочка получала от взрослых, развили в ней желание стать профессиональной певицей.
В июле 2011 года Джису присоединилась в качестве трени к развлекательному агентству YG Entertainment, став стажёром их проекта «New Girl Group» (с англ. — «Новая гёрл-группа»). Во время прослушивания она исполняла песню «I Have A Lover» Ли Ынми. По собственным словам певицы, во время посещения концерта, организованного YG, к ней подошли несколько агентов по поиску талантов от SM Entertainment и пригласили направиться к ним в качестве трени. Однако она отказалась от предложения по причине уже заключённого тогда тайного контракта с YG Entertainment. В мае 2012 года фотографию Джису представили в серии роликов «Who’s That Girl» (с англ. — «Кто эта девушка?») намекая, что девушка станет членом новой гёрл-группы компании, о дебюте которой директор лейбла Ян Хён Сок объявил в 2010 году. К январю 2013 года в компании подтвердили, что она займёт позицию вижуала (лица) группы. До дебюта в составе Blackpink Джису снялась во многих рекламных роликах и музыкальных клипах и начала карьеру актрисы, снявшись на второстепенных ролях в нескольких сериалах. Так 20 октября 2014 года вышел клип «Spoiler» группы Epik High с участием Джису, а спустя чуть более месяца, 18 ноября 2014 года, появилась работа Hi Suhyun — песня «I’m Different», где Джису снялась в роли девушки репера Bobby Kim (ikon). Тогда же она снималась в рекламе, в частности для Samsonite, где играла совместно с Ли Мин Хо, Smart Uniform, LG Electronics, Nikon. В мае 2015 года Джису снялась в телесериале «Продюсер» (4, 5 и 12 серии). Кроме неё здесь снялись её коллеги по агентству, участница 2NE1 Пак Сандара и Кан Сын Юн из Winner, а главную роль исполнила певица и актриса IU.

### Дебют и первый год в Blackpink: 2016—2017
15 июня 2016 года компания YG Entertainment представила Ким Джису как третью и самую старшую из участниц новой женской группы. 8 августа этого же года состоялся официальный дебют гёрл-группы Blackpink, первой женской группы лейбла со времён 2NE1, состоящей из 4 участниц — Джису, Розэ, Дженни и Лисы — с синглом «Square One», содержащим 2 песни, «Boombayah» и «Whistle». Сингл добился колоссального успеха, сходу заняв первое место в мировом альбомном чарте от iTunes, ровно как и первое место в iTunes чартах 14 стран, таких как, например, Индонезия, Малайзия, Турция и Таиланд. Песни же с него, «Whisle» и «Boombayah», заняли 2 и 1 место в US World Digital Songs от Billboard. Первым же синглом группа завоевала широкую общемировую популярность, а пресса окрестила их «новичком-динозавром». 14 августа Джису и группа впервые появились на сцене музыкальной программы SBS «Inkigayo». 21 числа того же месяца песня «Whistle» принесла Blackpink их первый трофей на этом шоу, благодаря чему коллектив был признан группой, быстрее всех на тот момент добравшейся до награды. При таком успехе новый сингл был выпущен уже в том же году, 1 ноября. Он получил название «Square Two» и вновь содержал две песни — «Playing with Fire» и «Stay». С первой из них Blackpink стали первой женской K-pop группой, попавшей в основной канадский чарт.
В 2017 году Джису появилась в сериале «Айдол на полставки» в качестве MC на Inkigayo. С 5 февраля 2017 по 4 февраля 2018 года была ведущей «Inkigayo» совместно Чинёном из Got7 и Доёном из NCT. В тот день на шоу все трое выступили индивидуально, а затем воссоединились и присоединились к танцующим под песню «Someone in the Crowd», саундтрек к фильму Ла-Ла Ленд. 22 июня 2017 года состоялся релиз новой песни Blackpink, «As If It’s Your Last». Видеоклип на неё набрал 10 миллионов просмотров менее чем за 17 часов — быстрее, чем все их предыдущие работы, ровно как и все ранее выпущенные работы гёрл-групп из Республики Корея. Песня возглавила 18 региональных чартов ITunes. 20 июля группа провела свой первый зарубежный шоукейс в Ниппон Будокан, Токио, Япония, который стал их официальным дебютом в стране. 30 августа вышел мини-альбом Blackpink, ставший первым японоязычным релизом коллектива. В ноябре того же года песня «As If It’s Your Last» появилась в сцене из супергеройского фильма Warner Bros. «Лига справедливости».

### Рост популярности: 2018—2021
В январе 2018 года на корейском телевидении (канал JTBC) было запущено реалити-шоу Blackpink House. Его сюжет вращался вокруг повседневной жизни четырёх участниц коллектива. 14 февраля Джису и её коллеги по Inkigayo провели свою последнюю трансляцию в качестве ведущих шоу, закончив свой годичный контракт. 28 марта состоялось переиздание японского мини-альбома группы под названием Re: Blackpink. 15 июня же появился первый корейский мини-альбом группы Square Up. Заглавная песня с него получила название «Ddu-Du Ddu-Du», среди прочих отдельно выделялась «Forever Young». Остальные две получили название «Really» и «See U Later». Альбом занял первое место в основном альбомном чарте Республики Корея Gaon и дебютировал под номером 40 в главном американском Billboard 200, став самым продаваемым альбомом Blackpink на западном рынке. С пластинкой группа стала первым женским коллективом Республики Корея, которому удалось забраться так высоко в данном чарте. После релиза альбома группа начала свой японский тур с концерта в Осаке 24—25 июля, завершив первый этап выступлением в Тибе 24—26 августа. Финальное выступление коллектива состоялось в Осакском Kyocera Dome Osaka, что сделало Blackpink первой иностранной группой, выступившей под куполом в Японии настолько скоро после релиза. В октябре того же года состоялся релиз песни «Kiss and Make Up», совместной работы Blackpink и британской певицы Дуа Липы. Джису была единственной, кто в этой песне исполнял лирику на корейском языке: и Дуа Липа, и остальные участницы коллектива пели только на английском.
В начале 2019 года Джису и Blackpink начали своё мировое турне «Blackpink 2019 World Tour in Your Area» с концерта в Бангкоке, Таиланд, с 11 по 13 января. 8 февраля того же года президент YG Entertainment Ян Хён Сок сообщил, что Лиса и Джису будут последними участницами группы, которые дебютируют сольно. Тогда же группа посетила несколько популярных шоу в США, включая «Позднее шоу со Стивеном Кольбером», а в Billboard объявили, что они выбрали коллектив в качестве артиста, фотография которого должна появиться на обложке нового журнала. Они стали первыми девушками из K-pop среды, которые были удостоены такой чести. 5 апреля вышел второй корейский мини-альбом группы Kill This Love, в который вошли одноимённая композиция, три новых песни «Don’t Know What to Do», «Kick It», «Hope Not» и ремикс на «Ddu-Du Ddu-Du» и который вновь снискал колоссальный коммерческий успех. 8 апреля 2019 года Джису вместе с другими участницами Blackpink пожертвовала 40 миллионов вон в пользу Ассоциации моста надежды, Национальной помощи жертвам стихийных бедствий в Республике Корея. Спустя неделю после выхода альбома, 12 апреля, Blackpink стали первой женской K-pop группой, выступившей на музыкальном фестивале Коачелла. В середине июня Джису появилась в ещё одном южнокорейском телесериале, «Хроники Асдала», в 7 серии. Премьера шла на TVN и на потоковом сервисе от Netflix. Она пробыла на экране 14 секунд с одной лишь фразой, но этим привлекла к сериалу широкое внимание публики и СМИ. Во многих странах мира ключевые слова, связанные с этим событием, возглавили чарты поиска популярных онлайн-сервисов. 16 октября 2019 группа выпустила японскую версию Kill This Love.
Первым релизом группы в 2020 году стала песня «Sour Candy», вошедшая в альбом Леди Гаги Chromatica. Она вышла спустя почти 13 месяцев после выхода предыдущей работы. Песня установила ряд рекордов, в частности расположилась на 33 месте в главном песенном чарте Billboard Hot 100, став наиболее успешной песней группы на тот момент, ровно как и самой успешной песней от гёрл-групп Республики Корея в принципе. 13 июня YG Entertainment неожиданно загрузили тизер-видео для реалити-шоу группы «24/365 with Blackpink». По большей части серия коротких роликов на YouYube рассказывала о повседневной жизни участниц группы. Вскоре группа выпустила несколько тизеров к грядущему альбому. Сольные выпуски собрали по несколько десятков миллионов просмотров ещё до выхода альбома и дебютного сингла. Вышедший следом ведущий сингл «How You Like That» стал самой успешной песней группы за всё время: он набрал 86,4 миллиона просмотров всего лишь за сутки, заняв первое место по этому показателю и опередив песню BTS «Boy with Luv», следом став видео, которое быстрее всего набрало 100 и 200 миллионов просмотров на видеохостинге. 12 ноября оно достигло миллиарда просмотров, став пятым видео группы с таким показателем, пятым же среди женских групп Республики Корея и наиболее быстро достигшим этого результата среди женских групп в принципе. Видеоклип побил 5 рекордов Гиннесса. Однако ещё более сокрушительного успеха достигло танцевальное видео на песню, расположившееся на 20 месте в списке лучших 2020 года от журнала Billboard с формулировкой «можно смотреть бесконечно» (англ. endlessly watchable) и 7 февраля 2022 года достигшее миллиарда просмотров — единственное в своём классе. Перед выходом альбома началась рекламная кампания в Китае, в ходе которой Джису, Розэ и Джени зарегистрировали аккаунты в популярной социальной сети Weibo.
28 августа вышел второй сингл с грядущего альбома «Ice Cream» при участии американки Селены Гомес. Песня записана в относительно неожиданном для группы стиле — приторно сладком и нежном, а не в традиционном бунтарском «гёрл-краше». 30 сентября в YG официально объявили список песен из альбома, заглавной из которых стала «Lovesick Girls». В написании текстов пластинки, включая заглавного сингла, впервые в истории группы участвовали участницы коллектива, Джису и Дженни. Альбом, получивший название The Album, вышел 2 октября. 14 октября, после релиза альбома, состоялась премьера документального фильма Netflix «Blackpink: Озаряя небо» о четырёх годах деятельности с момента первого дебюта Blackpink в 2016 году с кадрами из дней репетиций группы и интервью с ними.

### Главная роль в кино и сольный дебют: 2021—2023
В 2021 году Джису впервые снялась в главной роли в телесериале «Подснежник» канала JTBC в паре с Чон Хэ Ином. О том, что Джису исполнит главную роль, стало известно 18 августа, на следующий день информацию подтвердили в YG Entertainment. В сериале Джису сыграла 20-летнюю первокурсницу колледжа Ын Ён Ро, которую захватил в заложники парень, к которому она испытывает чувства. С сериалом был связан случившийся до релиза скандал, связанный с возможным искажением истории Республики Корея эпохи диктатуры, однако дальнейшее расследование показало, что телесериал достаточно точно следует историческим канонам. Съемки завершились в конце июля 2021 года. Ранее их откладывали из-за того, что один из актёров вступал в тесный контакт с заболевшим COVID-19. На телеканале Disney+ сериал занял 1 место в 4 из 5 стран, где был доступен, включая Республику Корея и Сингапур. За роль в сериале Джису номинировали как «Лучшую актрису» и «Лучшую актрису второго плана» на Blue Dragon Series Awards, влиятельную кинонаграду республики от газеты «Чосон ильбо».
В сентябре 2022 года за роль в «Подснежнике» Джису получила награду как «Выдающаяся корейская актриса» на Seoul International Drama Awards. 16 сентября же вышел новый альбом группы Born Pink (с англ. — «Рождённые розовыми»), в котором Джису и Розэ выступили соавторами одного из треков на стороне «Б» «Yeah Yeah Yeah», второй оригинальной композиции после «Lovesick Girls» с предыдущего альбома. Во время мирового тура в поддержку альбома Джису исполняет песню «Liar», в том числе в Лос-Анджелесе совместно с её автором, Камилой Кабельо.
3 января 2023 года, на свой 28 день рождения, Джису открыла влог на YouTube, где выкладывает ролики о путешествиях и жизни в разных городах. За 19 часов канал набрал 1,4 миллиона подписчиков, а первый влог, который Джису записала в Лондоне, где группа провела 2 концерта 30 ноября и 1 декабря 2022 года, за это же время собрал 3,7 миллиона просмотров. Тогда же она анонсировала, что деньги с канала будут идти на благотворительность. В первом видео девушка рассказала о подготовке к релизу первого сольного альбома, которой должен состояться в 2023 году, который тогда же анонсировал и лейбл YG Entertainment. 5 марта в социальных сетях группы и агентства появился первый тизер, сообщивший о том, что альбом выходит 31 марта 2023 года, и был открыт предзаказ на него. За первые 24 часа фанаты предзаказали 159 846 копий альбома, что стало рекордом площадки KTown4U. При этом число в 100 тысяч копий было преодолено за 9 часов, что также является рекордом магазина. 9 марта 2023 года в соцсетях коллектива появилась информация о том, что альбом получил название Me, а также была опубликована его обложка. За первые две недели альбом стал пластинкой с наибольшим количеством предзаказов среди солисток в жанре K-pop. К моменту релиза количество предзаказов превысило число в 1,31 миллиона, став первой K-pop-солисткой, преодолевшей отметку в миллион предзаказов.
Первый сингл альбома получил название «꽃(Flower)», песня на стороне «Б» — «All Eyes on Me». Первый представляет собой балладу, он прост и обладает малой энергетикой, а его текст повествует о тяжелом расставании и необходимости идти дальше. Второй же является его противоположностью, это энергичный EDM с неровным битом, повествующий о новой любви, которую ищет девушка, и которую она заслужила. По словам критика журнала New Musical Express Риан Дейли, сам альбом раскрывает яркие стороны таланта Джису, и именно выпуск подобных синглу «꽃(Flower)», который она описала как один из лучших треков жанра в этом году, должен помочь ему расцвести в дальнейшем. В то же время рецензент раскритиковала «All Eyes on Me» за то, что в нём не попытались внести что-то новое.

### Уход с лейбла и сольная деятельность: 2023 — настоящее время
В 2023 году Джису вместе с большинством участниц Blackpink решила расторгнуть контракт с YG Entertainment на сольную деятельность, вместо этого перейдя в агентство своего брата Blissoo, став его CEO и сопродюсером. Первоначально Джису продолжила карьеру актрисы, снявшись в главной роли в зомби-экшене, дораме «Ньютопия» Юн Сонхёна. Сериал вышел 7 февраля 2025 года, а неделю спустя, в День святого Валентина, последовал релиз дебютного мини-альбома Amortage, в котором певица решила, в отличие от остальных участниц, нацелившихся на собственное переосмысление, не отходить от своих работ на лейбле, а выдать то же самое, только больше и лучше, с лучшим продакшеном и «большей заразительностью». Тогда же Джису объявила, что следующей её телеработой станет сериал на Netflix «Месячный парень» совместно с Со Ингуком, который должен выйти в 2026 году, а перед этим, в конце 2025 года, должен выйти полнометражный фильм, адаптация вебтуна Omniscient Reader's Viewpoint. В дальнейшем певица выпустила собственное приложение JISOO, позволяющее поклонникам следить за её жизнью и обновлениями.

## Личная жизнь
3 августа 2023 года компания YG Entertainment подтвердила, что Джису встречается с актёром Ан Бохёном. Отношения продлились около двух месяцев, прежде чем пара рассталась из-за плотного графика.

## Дискография

### Альбомы
| Название | Информация                                                                                      | Высшие позиции в чартах | Высшие позиции в чартах | Высшие позиции в чартах | Высшие позиции в чартах | Продажи                                      | Сертификации       |
| Название | Информация                                                                                      | KOR                     | HUN                     | JPN                     | JPN Cmb.                | Продажи                                      | Сертификации       |
| -------- | ----------------------------------------------------------------------------------------------- | ----------------------- | ----------------------- | ----------------------- | ----------------------- | -------------------------------------------- | ------------------ |
| Me       | - Выпуск: 31 марта 2023 - Лейбл: YG, Interscope - Форматы: CD, цифровое скачивание, стриминг    | 1                       | 2                       | 24                      | 46                      | - Республика Корея: 1 550 058 - Япония: 1960 | - KMCA: Миллионный |
| Amortage | - Выпуск: 13 февраля 2025 - Лейбл: Blissoo, Warner - Форматы: CD, цифровое скачивание, стриминг | 1                       | —                       | 50                      | —                       | Республика Корея 250 000+                    | KMCA:              |

### Авторство
Все тексты песен взяты из базы данных Корейской ассоциации авторского права на музыку, если не указан иной источник.
| Год  | Исполнитель | Песня                | Альбом                                                  | Текст | Примечание                                    |
| ---- | ----------- | -------------------- | ------------------------------------------------------- | ----- | --------------------------------------------- |
| 2020 | Blackpink   | «Lovesick Girls»     | The Album                                               | Yes   | Совместно с Teddy, Дженни, Løren, Danny Chung |
| 2020 | Zedd        | «Clarity»            | Не включен в альбом тура Blackpink из-за авторских прав | Yes   | Перевод на корейский язык                     |
| 2021 | Туве Лу     | «Habits (Stay High)» | Не включен в альбом тура Blackpink из-за авторских прав | Yes   | Перевод на корейский язык                     |
| 2022 | Blackpink   | «Yeah Yeah Yeah»     | Born Pink                                               | Yes   | Совместно с VVN, Kush, Розэ                   |
| 2025 | Ким Джису   | Все песни альбома    | Amortage                                                | Yes   |                                               |

### Каверы
| Год       | Дата       | Исполнитель    | Песня | Альбом              | Место                                                           | Примечание |
| --------- | ---------- | -------------- | --- | ------------------- | --------------------------------------------------------------- | ---------- |
| 2017      | 11 января  | Джастин Бибер  | «Love Yourself» (Люби себя)                                                                                         | Purpose             | Программа Радио Звезда (сериал)                                 | [ 133 ]    |
| 2018      | 24 июля    | Мика Накасима  | «Sakurairo Mau Koro» (яп. 桜色舞うころ, Время года, когда цветение вишни находится в полном расцвете)               | Music               | Blackpink Arena Tour 2018                                       | [ 134 ]    |
| 2018      | 24 декабря | Мика Накасима  | «Yuki no Hana» (яп. 雪の華, Подснежник)                                                                             | Love                | Blackpink Arena Tour 2018 «Special Final In Kyocera Dome Osaka» | [ 135 ]    |
| 2019      | 4 декабря  | AKMU           | «How Can I Love The Heartbreak, You are the one I love» (Как я могу полюбить разбитое сердце, Ты тот, кого я люблю) | SAILING             | In Your Area                                                    | [ 136 ]    |
| 2018-2020 | 2018-2020  | Zedd           | «Clarity» | Clarity             | In Your Area World Tour                                         | [ 137 ]    |
| 2021      | 31 января  | Туве Лу        | «Habits (Stay High)»                                                                                                | Queen of the Clouds | Первый онлайн-концерт «THE SHOW»                                | [ 138 ]    |
| 2022—2023 | 2022—2023  | Камила Кабельо | «Liar» | Romance             | Born Pink World Tour                                            | [ 139 ]    |

## Фильмография

### Развлекательные шоу
| Год  | Название                      | Примечание                            |
| ---- | ----------------------------- | ------------------------------------- |
| 2017 | Radio Star                    |                                       |
| 2017 | Get it beauty                 |                                       |
| 2017 | Wednesday Food Talk           |                                       |
| 2017 | Inkigayo                      | В паре с Пак Чинён и Доёном (Doyoung) |
| 2017 | Park Jin Young’s Party People |                                       |
| 2018 | Blackpink House               |                                       |
| 2018 | Running man                   |                                       |
| 2018 | Unexpected Q                  |                                       |
| 2018 | Amazing Saturday              | Вместе с Розэ                         |
| 2018 | Idol room                     |                                       |
| 2019 | Blackpink Diaries             |                                       |
| 2020 | 24/365 with Blackpink         |                                       |
| 2020 | Tasty Square                  |                                       |
| 2020 | Amazing Saturday              | Вместе с Розэ                         |
| 2020 | Running man                   |                                       |

### Фильмы
| Год  | Название                          | Роль                       | Примечание |
| ---- | --------------------------------- | -------------------------- | ---------- |
| 2023 | Доктор Чхон и потерянный талисман | Традиционная корейская фея | камео      |

### Сериалы
| Год  | Название                 | Трансляция                 | Роль      | Оригинальное имя (на латинице) | Примечание                                     |
| ---- | ------------------------ | -------------------------- | --------- | ------------------------------ | ---------------------------------------------- |
| 2015 | Продюсер                 | KBS2                       |           |                                | камео                                          |
| 2017 | Айдол на полставки       | KBS2 & Netflix             |           |                                | MC на Inkigayo (камео)                         |
| 2019 | Хроники Асдаля           | tvN & Netflix              | Сэ Нарэ   | 새나래 (Sae Na-rae)            | Эпизодическая роль возлюбленной главного героя |
| 2020 | «Blackpink: Озаряя небо» | Netflix                    |           |                                | Камео                                          |
| 2021 | Подснежник               | JTBC & Netflix             | Ын Ёнро   | 은영로 (Eun Young-ro)          | Главная роль                                   |
| 2025 | Ньютопия                 | Prime Video & Coupang Play | Кан Ёнджу | 강영주 (Kang Yeong-ju)         | Главная роль                                   |

## Популярность и влияние
Своей любимой исполнительницей называет Бритни Спирс. Джису заняла 10-е место по популярности среди кумиров K-pop в 2018 году и 17-е место в 2019 году в ежегодных опросах, проводимых Институтом Гэллапа в Корее. В 2019 году она заняла шестое место по популярности среди женщин-кумиров K-pop в опросе солдат, проходящих обязательную военную службу в Южной Корее. По состоянию на 27 мая 2021 года она является третьим по популярности K-pop айдолом в Instagram .В 2019 году она была выбрана в качестве участника BoF 500, «окончательного профессионального индекса» людей, формирующих индустрию моды, со стоимостью в 2,4 триллиона долларов.
Джису вошла в рейтинг десяти лучших знаменитостей и влиятельных людей, лидирующих в мире косметики за первые пять месяцев 2020 года. Журнал Women’s Wear Daily, отраслевой журнал индустрии моды, показал, что Джису возглавила рейтинг по средней вовлеченности на один пост в Instagram, за ней следуют Рианна и Кайли Дженнер. Она заняла 7-е место в общем рейтинге, с наименьшим количеством постов, 12 в общей сложности. Она была единственной представительнице стран восточноазиатского региона, которые были включены в список.
В июне 2020 года взгляд Джису в тизерах для предрелизного сингла Blackpink «How You Like That» стал вирусным в социальных сетях. Знаменитости и влиятельные люди из Южной Кореи, Китая, Таиланда и Вьетнама воссоздали её «прическу с двумя бантами» и макияж, которые она создала сама. «Точечный стиль» Джису, идея макияжа, созданная ею самостоятельно, также была в тренде различных социальных сетей, включая Instagram, за которым следовал хэштег #JisooMakeup, чтобы вдохновить зарубежных поклонников.
Джису заняла первое место по репутации личного бренда группы девушек, созданной Корейским исследовательским институтом предпринимательства для измерения анализа данных о брендах, за которым следуют интересы потребителей в Интернете, оказывающие значительное влияние на потребление и интерес к бренду. Директор Института исследований корейского языка Сон Сун Лим отметил, что огромная корейская волна в мировом сообществе быстро разрушает традиционное культурное господство Запада. Он также назвал Джису, наряду с Чонгуком, мировыми стандартами красоты, они заняли позиции, которые принадлежали Оливии Хасси и Джеймсу Дину.
В 2020 году увеличение продаж Dior во время пандемии COVID-19 в Южной Корее также было связано с его маркетинговой кампанией, в которой приняли участие многие корейские поп-исполнители, включая Джису. Джису участвовала в запуске новой сумки Dior Bobby. Актриса Лайза Соберано также упомянула, что вдохновилась образом с косым шарфом Dior после того, как Джису была в нём на Dior’s Fall/Winter 2020. На показе круизной коллекции Dior Весна/Лето 2021, Джису стала темой для обсуждений цифрового шоу в качестве представителя Кореи. Её влияние на шоу принесло бренду самый высокий рейтинг со средним показателем 33 % с момента показа прошлой осенью 2020 года. Мария Грация Кьюри также рассказала, что коллекция Dior Осень/Зима 2021 года была вдохновлена Джису. Также выяснилось, что один из десяти оттенков блеска губ Dior Addict, #025 Сеульский алый, был вдохновлен корейскими женщинами, такими как Джису.
В марте 2021 года рейтинг приложений KartRider Rush+ вырос до 11-го места после объявления о сотрудничестве в области дизайна с Джису. Сотрудничество, в котором она участвовала, также получило огромный положительный отклик, привлекая пользователей по всему миру.
В июне 2021 года Джису появилась на 4 обложках журнала Elle: Сингапур, Гонконг, Таиланд и Индия, последняя сделала её первым женским айдолом, который когда либо появлялся на обложка индийских журналов.
В июне Джису заняла пятое место в списке самых популярных айдолов в Instagram, став первой среди девушек.

## Награды
22 ноября 2023 года король Карл III посвятил Ким Джису в почётные члены ордена Британской империи.